# FECNE
FECNE (Fabrica de Echipamente și Componente Nuclearo Energetice) este unul dintre principalii furnizori români de echipamente pentru Unitatea II a centralei de la Cernavodă.
FECNE face parte din Grupul Energetic Tender (GET), primul holding privat de pe piața echipamentelor energetice.
În anul 1998, pachetul majoritar de acțiuni al FECNE a fost preluat de grupul norvegian Kvaerner.
La începutul anului 2002, FECNE a fost preluată de compania Nuclearmontaj, care face parte din Grupul Energetic Tender
FECNE este situată în apropierea Vulcan București și a avut un rol foarte important în furnizarea de structuri masive pentru primii doi reactori de la Cernavodă.
În iulie 2006, Tribunalul București a admis cererea de reorganizare și lichidare judiciară a FECNE și a dispus blocarea conturilor firmei și a interzis administratorilor FECNE înstrăinarea părților sociale ale companiei.